# Václava Šimonová
Václava Šimonová (Bratislava, 27 ottobre 1960) è un'ex cestista cecoslovacca, dal 1993 slovacca.

## Carriera
Con la Cecoslovacchia ha disputato i Campionati mondiali del 1990 e i Campionati europei del 1991.